# Buffalo Grove, Illinois
Buffalo Grove là một làng thuộc quận Lake, tiểu bang Illinois, Hoa Kỳ. Năm 2010, dân số của làng này là 41496 người.

## Dân số
Dân số qua các năm:
- Năm 2000: 42909 người.
- Năm 2010: 41496 người.